# Bahía de Ocoa
Bahía de Ocoa är en vik i Dominikanska republiken.   Den ligger i provinsen Ázua, i den centrala delen av landet, 70 km väster om huvudstaden Santo Domingo.